# Stemma della Bulgaria
Lo stemma della Bulgaria (in bulgaro: Герб на България, Gerb na Bălgarija) consiste di un leone rampante dorato e coronato sopra uno scudo rosso scuro; sopra lo scudo è raffigurata una grande corona, le cui primarie sono corone di sovrani bulgari del Secondo Stato bulgaro, con cinque croci e una croce separata sopra la corona stessa. Lo scudo è sorretto da due leoni rampanti dorati e coronati; sotto lo scudo vi è una terrazza a forma di rami di quercia e una banda bianca che riporta il motto nazionale Съединението прави силата (Săedinenieto pravi silata) - L'unione fa la forza.
È stato adottato ufficialmente il 4 agosto 1997.

## Stemmi storici
| - La bandiera della banda rivoluzionaria di Hadži Dimităr e Stefan Karadža (1868) - Bandiera degli insurrezionalisti di Gorna Orjahovica durante la Rivolta d'aprile (1876) - Stemma bulgaro (1881-1927) - Stemma bulgaro (1927-1946) - Stemma bulgaro (1946-1948) - Stemma della Repubblica Popolare di Bulgaria, 1945–1967 - Stemma della Repubblica Popolare di Bulgaria, 1967–1971 - Stemma della Repubblica Popolare di Bulgaria, 1971–1990 |